# عبدالسید (اهواز)
عبدالسید (اهواز)، روستایی از توابع بخش مرکزی شهرستان اهواز در استان خوزستان ایران است.

## جمعیت
این روستا در دهستان غیزانیه قرار دارد و براساس سرشماری مرکز آمار ایران در سال ۱۳۹۵ جمعیت آن۱۳۹ نفر (۳۶خانوار) بوده‌است.